# Worek śródchłonki

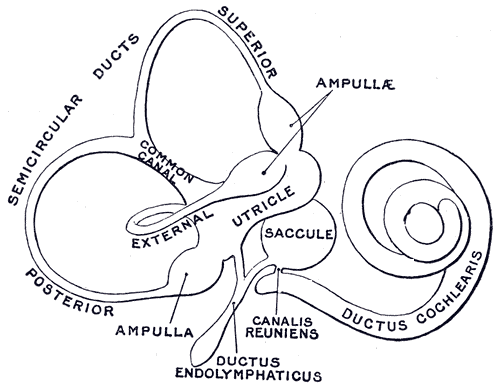
Błędnik błoniasty – schemat. Worek śródchłonki (niezaznaczony) widoczny jako bańkowate, końcowe rozszerzenie przewodu śródchłonki ductus endolymphaticus

Worek śródchłonki, worek endolimfatyczny (łac. saccus endolymphaticus) – w anatomii człowieka część błędnika błoniastego. Stanowi ślepe zakończenie przewodu śródchłonki. Leży on w przestrzeni zewnątrzoponowej w zagłębieniu na tylnej powierzchni piramidy części skalistej kości skroniowej. Ma on ścisłe połączenie z oponami tylnego dołu czaszki. Pełni on funkcję w regulacji płynów ucha wewnętrznego (przychłonki i śródchłonki). Za jego pośrednictwem odbywa się ich synteza i absorpcja. Dowodem na to może być obecność w woreczku receptorów dla ANP, który odgrywa dużą rolę w regulacji gospodarki wodno-elektrolitowej. Śródbłonek woreczka endolimfatycznego wytwarza też do światła błędnka błoniastego substancje, które mają wpływ na regulację objętości i ciśnienia wewnątrz błędnika.  Biorąc udział w regulacji ciśnienia osmotycznego i hydraulicznego, zapewniając równowagę dynamiczną przestrzeni płynowych w uchu wewnętrznym, pełni on ważną rolę w patogenezie wodniaka błędnika. Jedną z metod leczenia uporczywych objawów związanych z wodniakiem błędnika jest drenaż worka śródchłonki. Przypisuje się mu także udział w reakcjach immunologicznych rozgrywających się na obszarze ucha wewnętrznego. Worek śródchłonki może być także miejscem rozwoju nowotworów. Są to zwykle guzy pochodzenia naczyniowego i często towarzyszą zespołowi von Hippla-Lindaua.